# Phacopteryx brevipennis
Phacopteryx brevipennis är en nattsländeart som först beskrevs av Curtis 1834.  Phacopteryx brevipennis ingår i släktet Phacopteryx, och familjen husmasknattsländor. Arten är reproducerande i Sverige.